# Samue

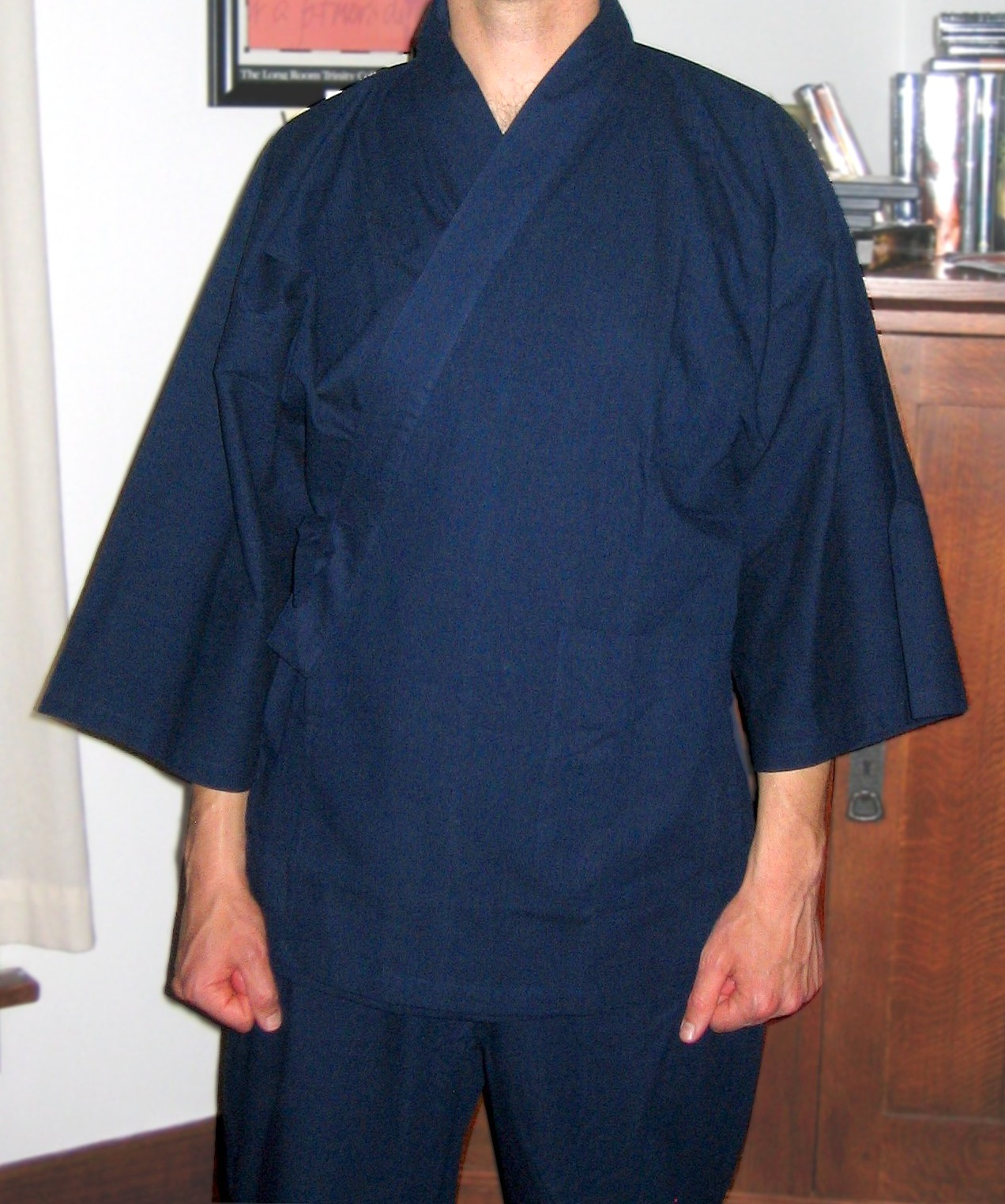
Samue

Der Samue (作務衣) ist die Arbeitskleidung der japanischen buddhistischen Mönche und Nonnen, die bei der Samu-Praxis getragen wird.

## Eigenschaften
Aus Baumwolle oder Leinen gefertigt und traditionell braun oder indigoblau gefärbt, um sie von formellen Gewändern zu unterscheiden, werden von Mönchen der meisten japanischen buddhistischen Traditionen getragen, die meditative Arbeit (Samu) für die Gemeinschaft (Sangha) praktizierten.

## Verwendung
Samu ist im Zen-Buddhismus die Bezeichnung für das meditative Arbeiten das ebenso zum vollkommenen Gewahrsein führen kann wie die Übung des Zazen.
Heute erfreuen sich Samues als allgemeine Freizeit- und Arbeitskleidung großer Beliebtheit. Aufgrund der historischen Verbindung ihres Instruments mit dem Zen-Buddhismus tragen Shakuhachi-Spieler heute manchmal Samue. Samues werden häufig von Landwirten und Hausbesitzern getragen, wenn sie allgemeine Landschafts- und Gartenbauarbeiten durchführen.
Ein ähnliches Kleidungsstück ist der Jinbei, der jedoch aus einer kurzen Hose und einer kurzärmligen Jacke besteht.